# Nea Ionia
Nea Ionia este un oraș în Grecia, o suburbie a Atenei.